# Cervesa a Estònia

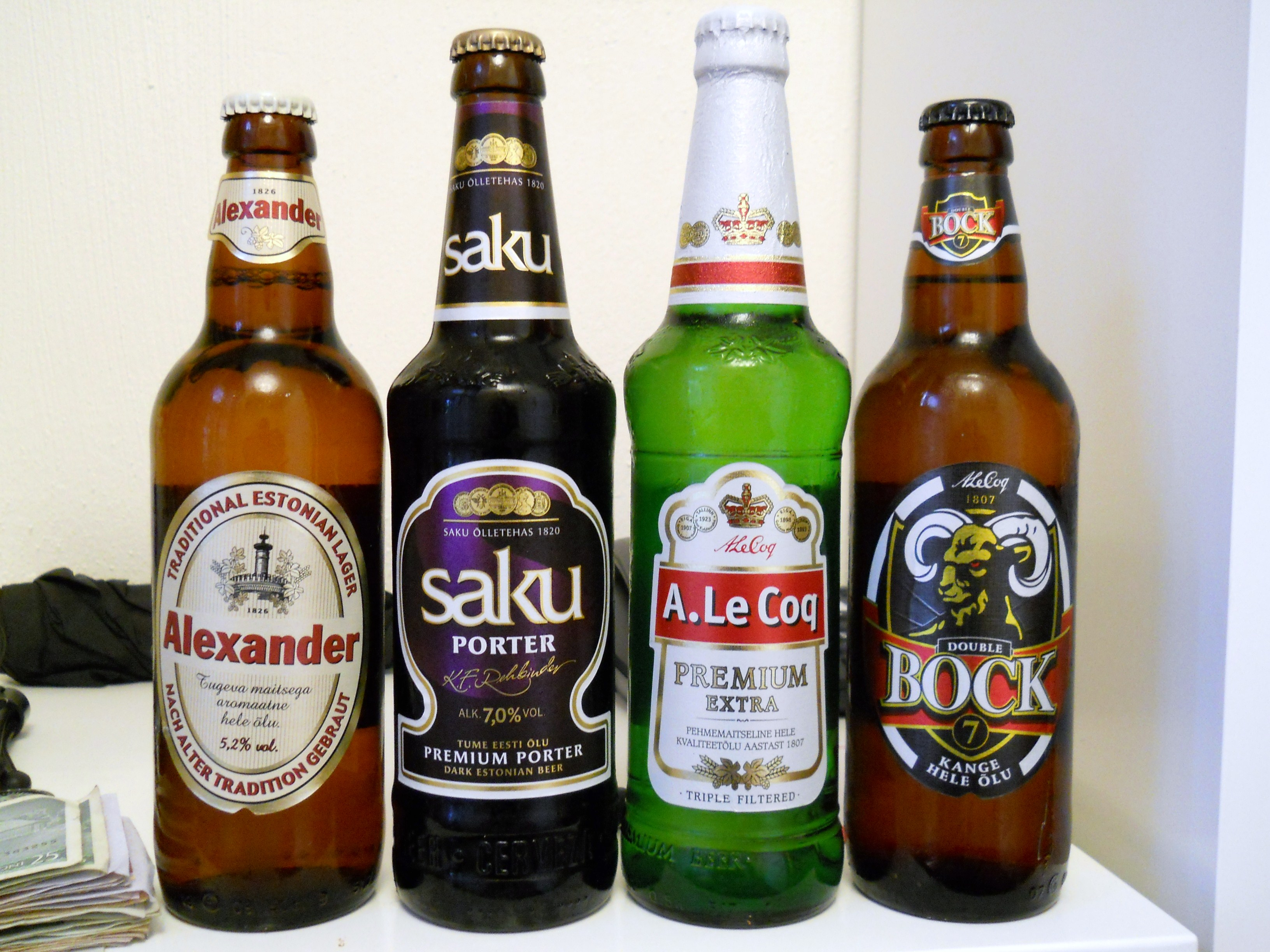
Cerveses estonianes de Saku (segona per l'esquerra) i A. Le Coq (altres)

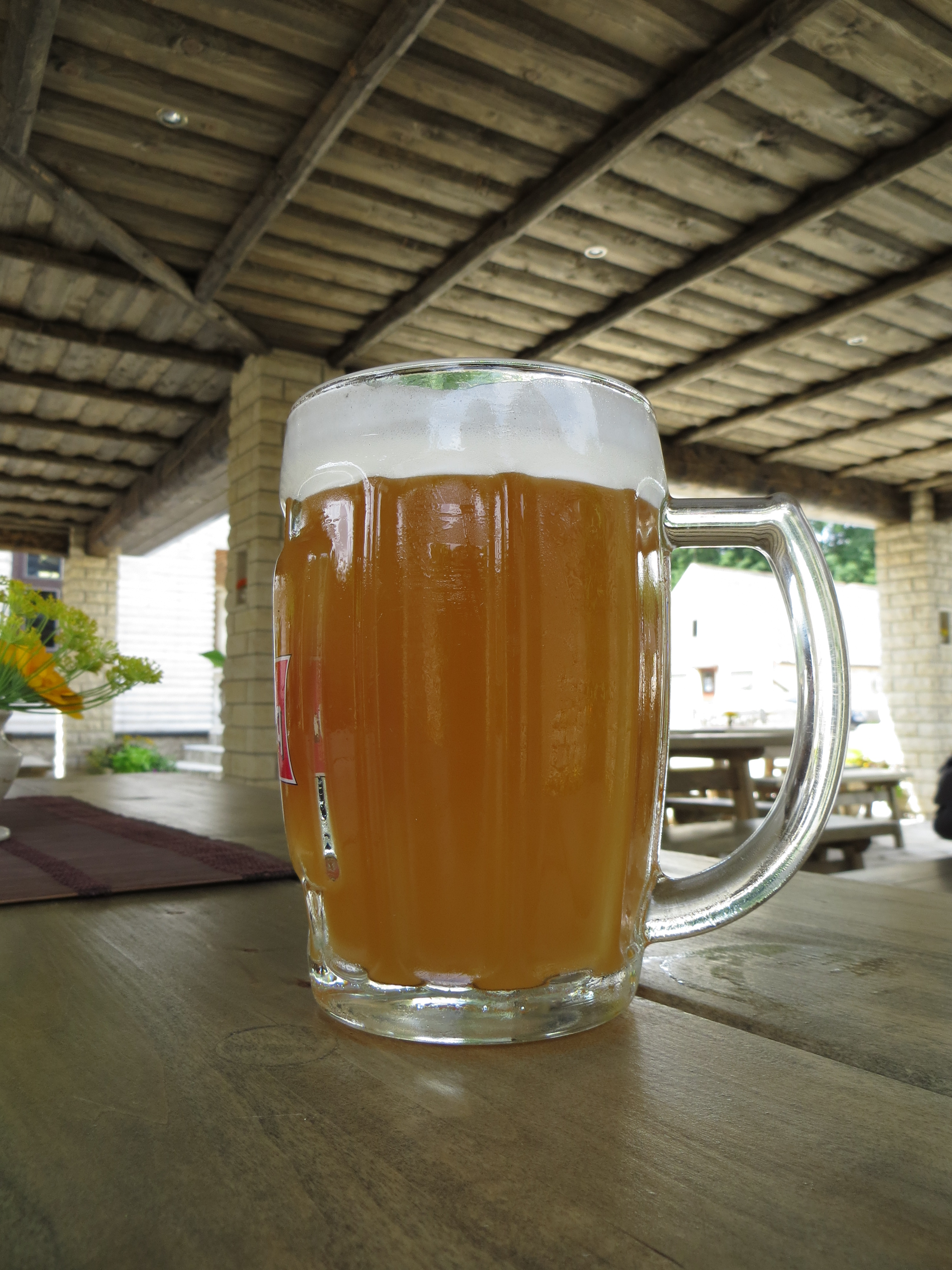
Un got de Pihtla koduõlu

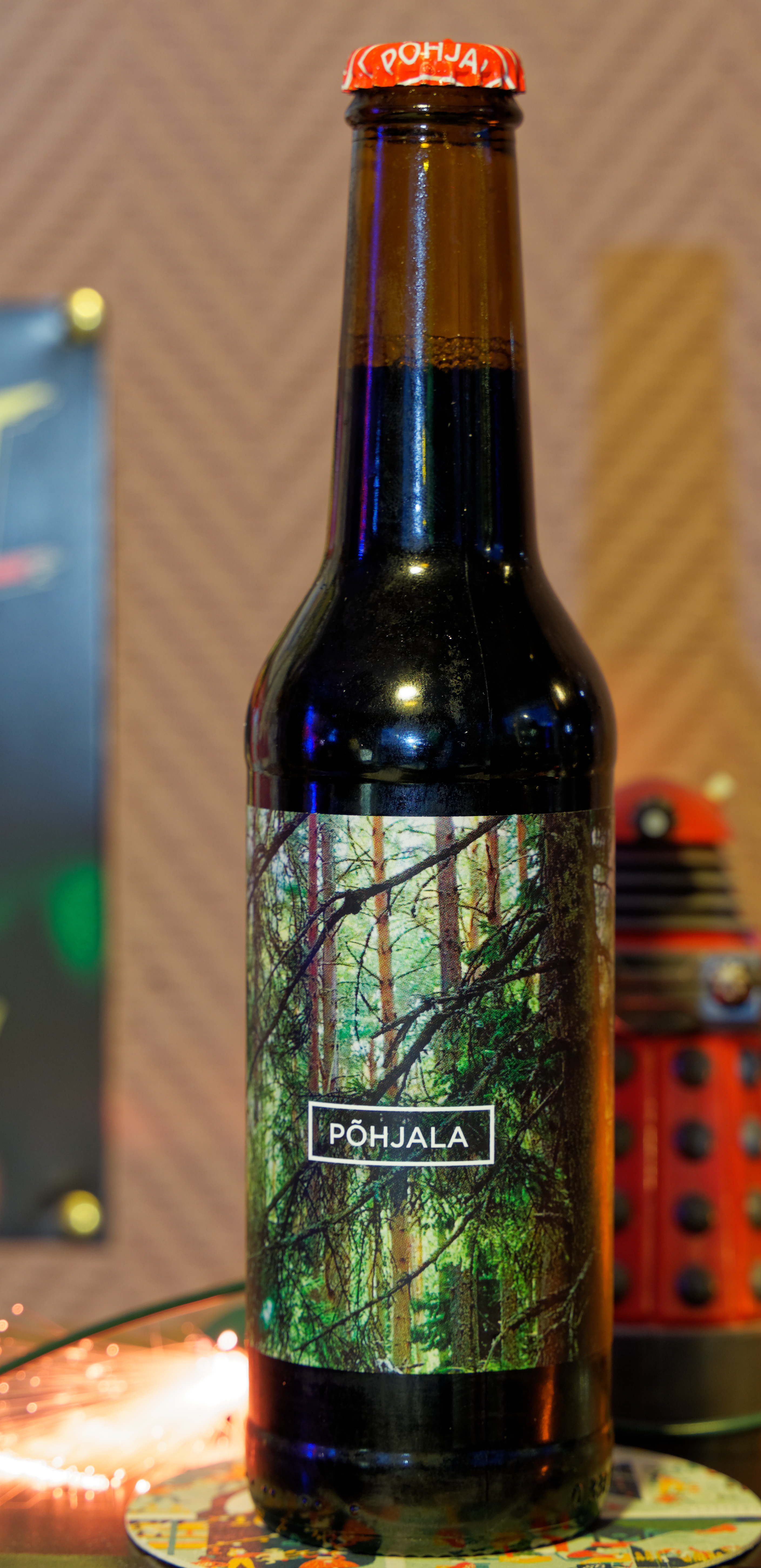
Nadal Cerveser de Põhjala 2019

La cervesa (estonià: Õlu) es fa a Estònia des de fa més de mil anys. La primera referència escrita a la cervesa en el que ara és Estònia data del 1284. En estonià, les cerveses sovint es descriuen com a hele (pàl·lida) o tume (fosca).
Actualment, es beu aproximadament cinc vegades més cervesa sola que totes les begudes alcohòliques més fortes (incloent-hi el vi i les begudes destil·lades) juntes.

## Principals cerveseries
El mercat de la cervesa estoniana està dominat per Saku i A. Le Coq, que el 2022 juntes posseïen més del 90 % de la quota de mercat. Saku va ser fundada el 1820 a la ciutat de Saku, prop de Tallinn, i és propietat del Carlsberg Group. A. Le Coq de Tartu va ser fundada el 1807 i actualment és propietat de l'empresa finlandesa Olvi. Saku és tradicionalment més popular al nord i l'oest d'Estònia, mentre que A. Le Coq té el seu centre al sud i l'est.
A. Le Coq afirma ser el fabricant de begudes més gran d'Estònia, mentre que Saku afirma que la seva Saku Originaal és la marca de cervesa més popular d'Estònia. Ambdues produeixen begudes no alcohòliques, així com cervesa i begudes mixtes.
Tant Saku com A. Le Coq tenen museus de la cervesa a les seves respectives cerveseries.
La tercera cerveseria més gran d'Estònia es troba a Haljala, al Comtat de Lääne-Viru. Va allotjar la Cerveseria Viru fins al 2020 i ara és el principal lloc de producció de la finlandesa Pyynikin Brewing Company.
L'Associació de Cerveseries Estonianes (Eesti Õlletootjate Liit) representa els interessos de les dues cerveseries més grans. L'Associació va pressionar amb èxit el govern estonià perquè revertís els augments de l'impost especial sobre l'alcohol el 2019. Això havia provocat una reducció de les vendes de cervesa transfrontereres a Finlàndia i un augment de les vendes a Letònia als estonians.
La producció de la cervesa Žiguli (Zhigulevskoye), que abans era popular a l'antiga Unió Soviètica, va ser interrompuda a Estònia a finals del segle XX.

## Koduõlu
Estònia té una tradició de cerveses casolanes (koduõlu) i cerveses de granja (taluõlu) que sobreviu principalment a les illes de l'oest d'Estònia. Sovint estan aromatitzades amb ginebre i altres plantes com la mírica (també coneguda com a murta de pantà). A diferència de moltes cerveses, la koduõlu no es bull durant el procés de producció i se serveix només amb carbonatació natural. La cerveseria de granja Pihtla, a l'illa de Saaremaa, es va establir originalment el 1907 i descriu les seves cerveses com a "tèrboles, amb llevat i imprevisibles".

## Cervesa artesanal
La cervesa artesanal va arribar tard a Estònia, però això va començar a canviar el 2012 quan Mikkeller va elaborar una cervesa personalitzada per al mercat estonià, anomenada Baltic Frontier. Llavors, un cerveser local en particular, Põhjala, va liderar el camí per a altres microcerveseries estonianes com Lehe, Koeru i Õllenaut. El 2017 hi havia gairebé 30 microcerveseries al mercat estonià, en un país amb una població de només 1,2 milions d'habitants. El 2021, una de les cerveseries artesanals més grans del país, Tanker, va ser adquirida per l'empresa danesa Royal Unibrew.
Els cervesers artesanals estonians es veuen afavorits per un sistema d'impost progressiu sobre la cervesa. Els productors que elaboren fins a 300.000 litres anuals només paguen la meitat de les tarifes normals de l'impost especial.
Des del 2015, Põhjala Brewery organitza un festival anual de cervesa artesanal anomenat "Tallinn Craft Beer Weekend".
L'Associació Estoniana de Petits Cervesers (Eesti Väikepruulijate Liit) es va establir el 2013 amb l'objectiu de "desenvolupar la tradició estoniana de cervesa, vi i sidra artesanals i promoure la cultura alcohòlica estoniana proporcionant productes de qualitat i educant el consumidor".

## Galeria de cerveseries estonianes

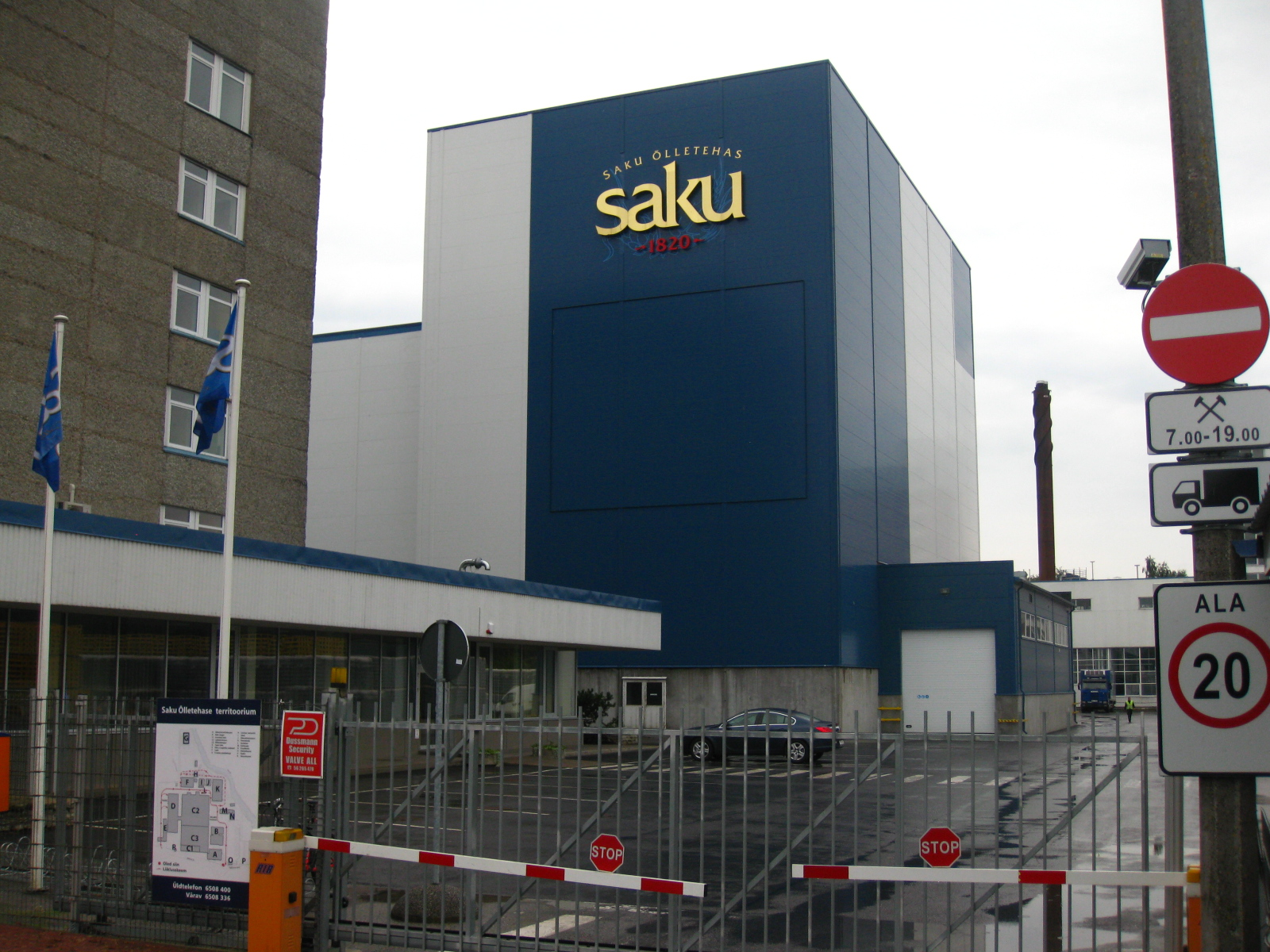
Cerveseria Saku, a Saku
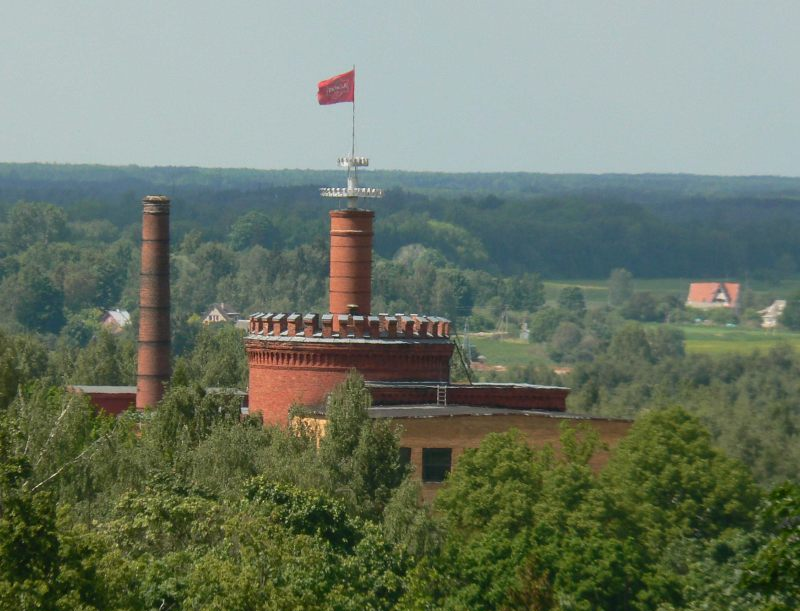
Cerveseria A. Le Coq a Tartu
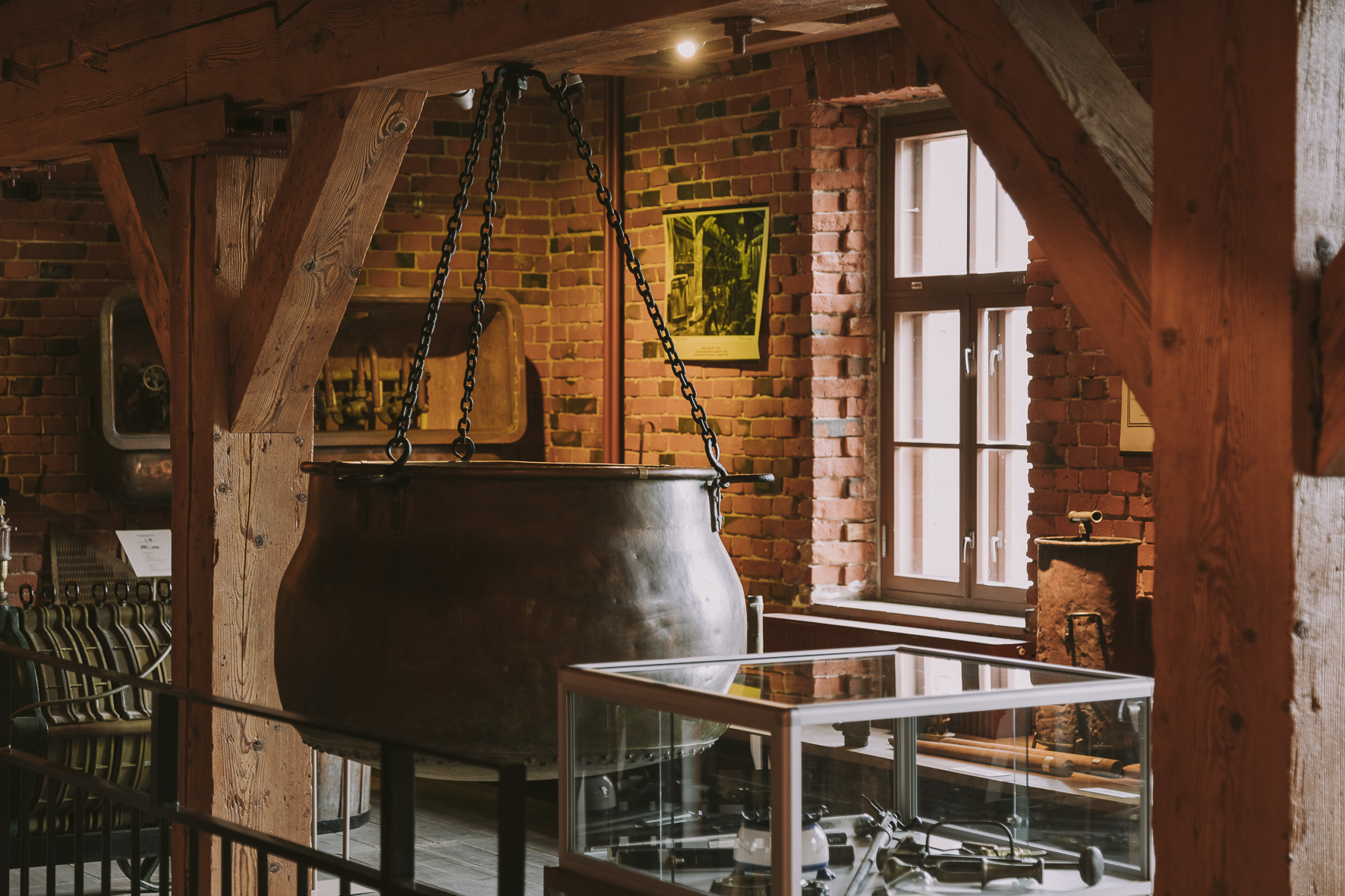
Museu de la cervesa d'A. Le Coq
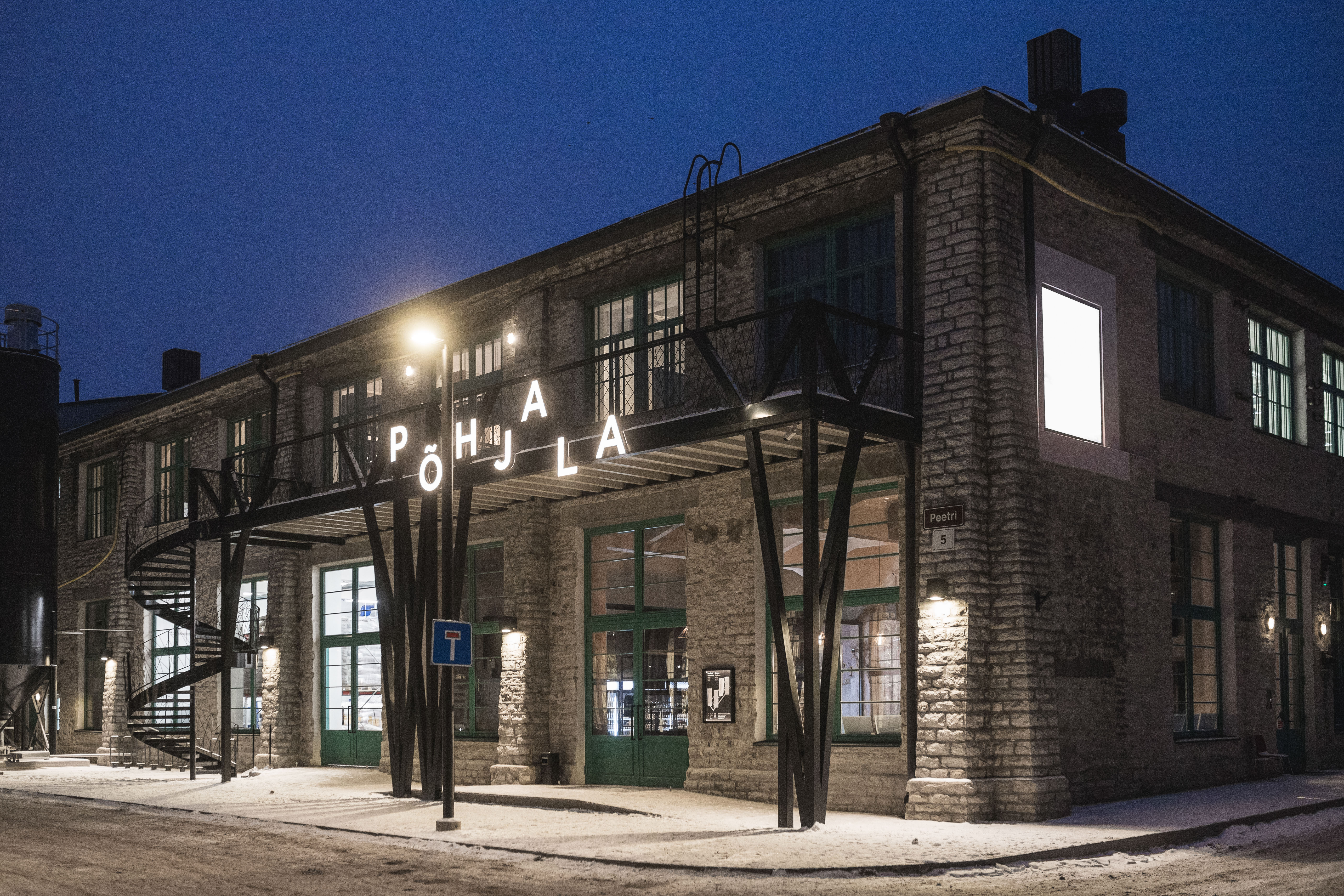
Põhjala Brewery & Tap Room, Tallinn
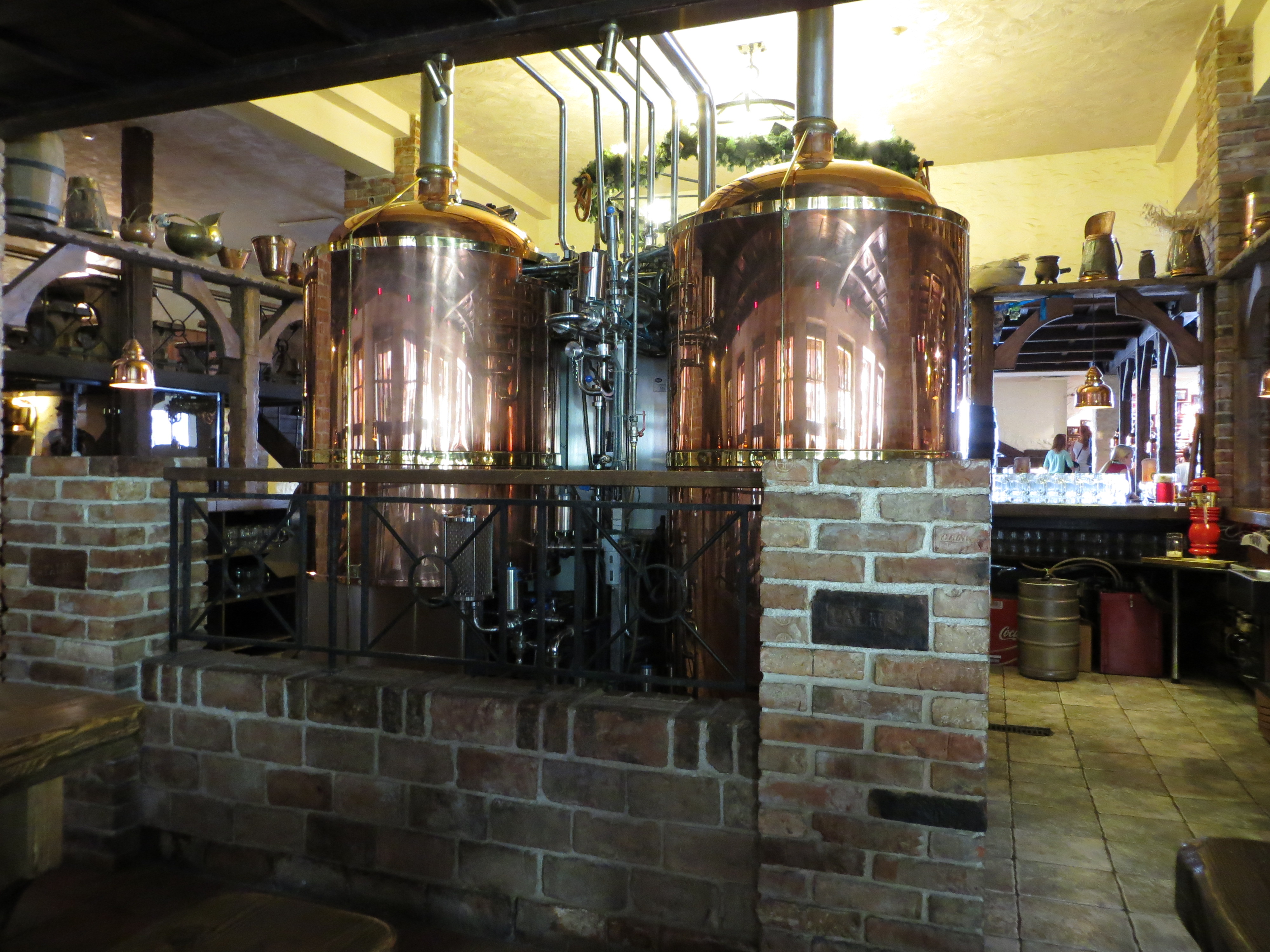
Cerveseria "Beer House", Tallinn
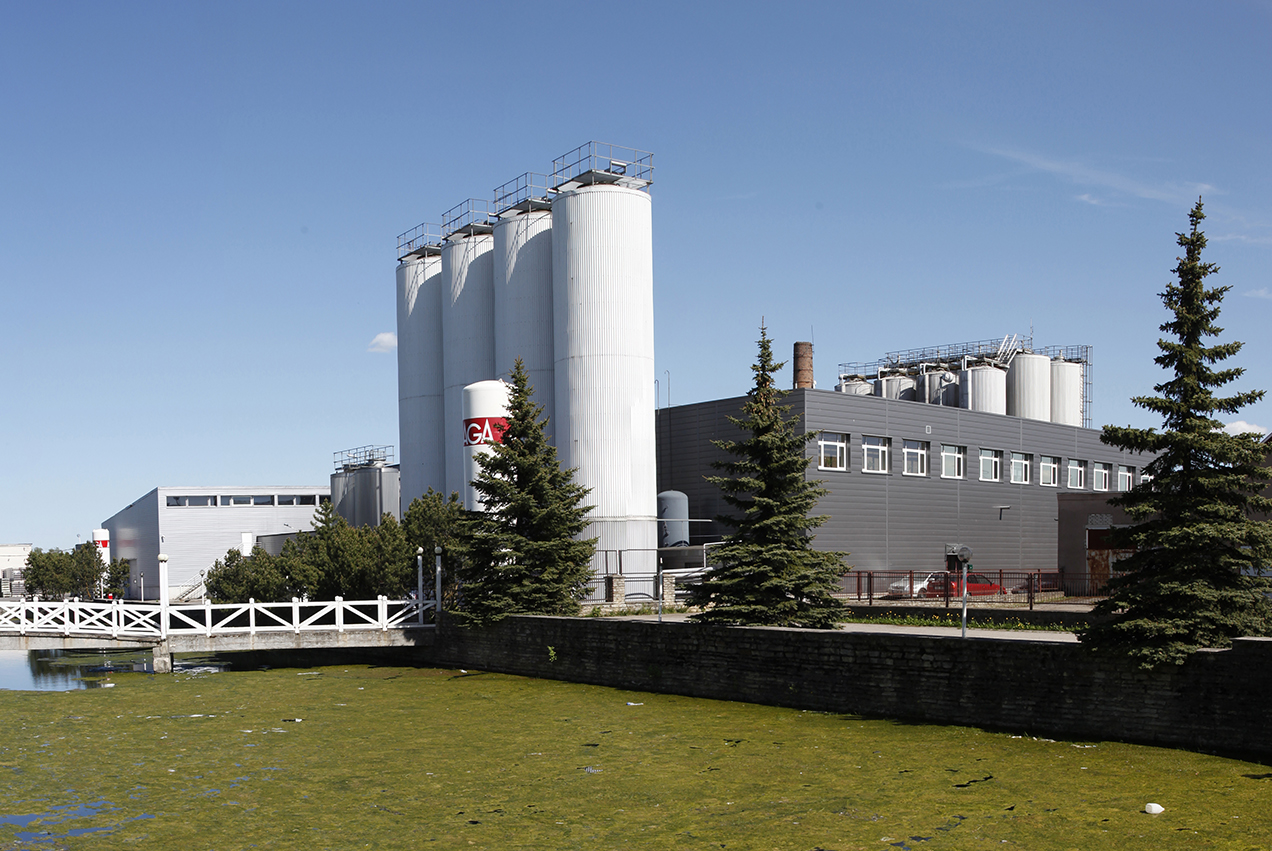
Cerveseria Pyynikin de Haljala